# Glasmalereianstalt Ferdinand Müller

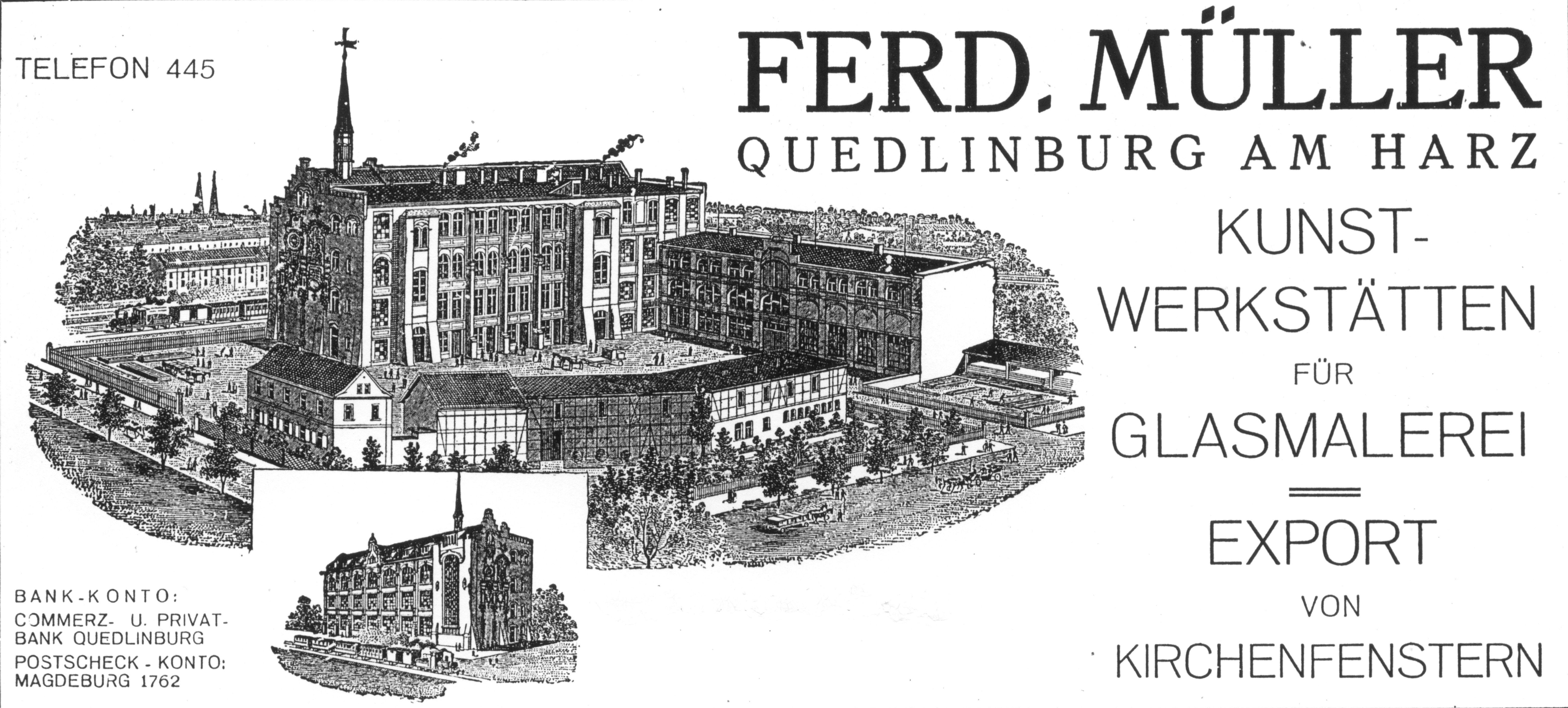
Briefkopf mit Abbildung der Werksgebäude, um 1900

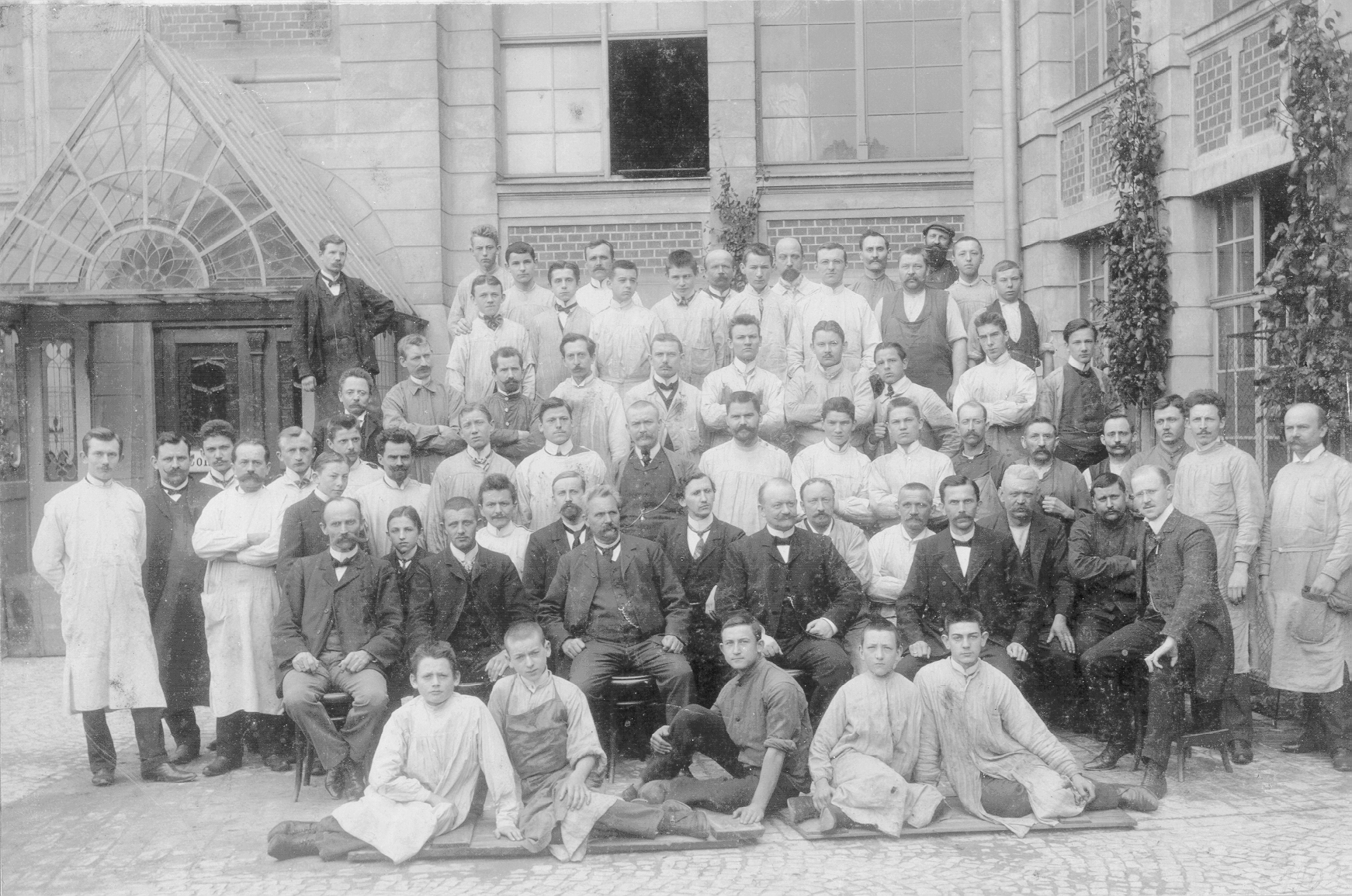
Belegschaft, 1908

Die Kunstanstalt für Glasmalerei Ferdinand Müller zählte im ausgehenden 19. und frühen 20. Jahrhundert zu den bedeutendsten evangelischen Glasmalereiwerkstätten nicht nur in Mitteldeutschland. Erhaltene Bauten der Kunstanstalt im Gernröder Weg 3 in Quedlinburg sind im Quedlinburger Denkmalverzeichnis eingetragen.

## Unternehmensgründer
Ferdinand Müller wurde am 17. September 1848 in Quedlinburg geboren. Nach dem Besuch der Knabenschule (etwa 1854 bis 1860) absolvierte er eine dreijährige Lehre zum Glaser. Mit dem Abschluss seiner Ausbildung begab er sich als Handwerksgeselle auf Wanderschaft und bereiste die Schweiz, Italien und Süddeutschland. Am 28. November 1880 heiratete er Marie Johanna geborene Hermann (1847–1922). Das Ehepaar Müller hatte fünf Kinder, drei Söhne und zwei Töchter. Nach dem Tod Ferdinand Müllers im Jahr 1916 übernahmen die Söhne Walther (1883–1966) und Erwin (1890–1960) das Unternehmen.

## Wirkungskreis der Manufaktur
Die Firma Ferd. Müller, die den Titel Hoflieferant führen durfte, zählte um 1900 mit ca. 70 Angestellten und einem Auftragsvolumen von jährlich ca. 70 Verglasungsobjekten des überwiegend evangelischen Kirchenbaus zu den größten zeitgenössischen deutschen Werkstätten für Glasmalerei. Ihr Wirkungskreis war vor allem auf die Landgemeinden der preußischen Provinzen ausgerichtet. Eine Sonderrolle nimmt die Provinz Sachsen ein, in der die Firma Ferd. Müller eine marktbeherrschende Position besaß. Ausgehend von einem handwerklichen Kleinbetrieb in den 1880er Jahren gelang es dem Gründer Ferdinand Müller innerhalb von zwei Jahrzehnten, seine Firma zu einem industriellen Großbetrieb für Mittel- und Norddeutschland auszubauen.

## Unternehmensgeschichte

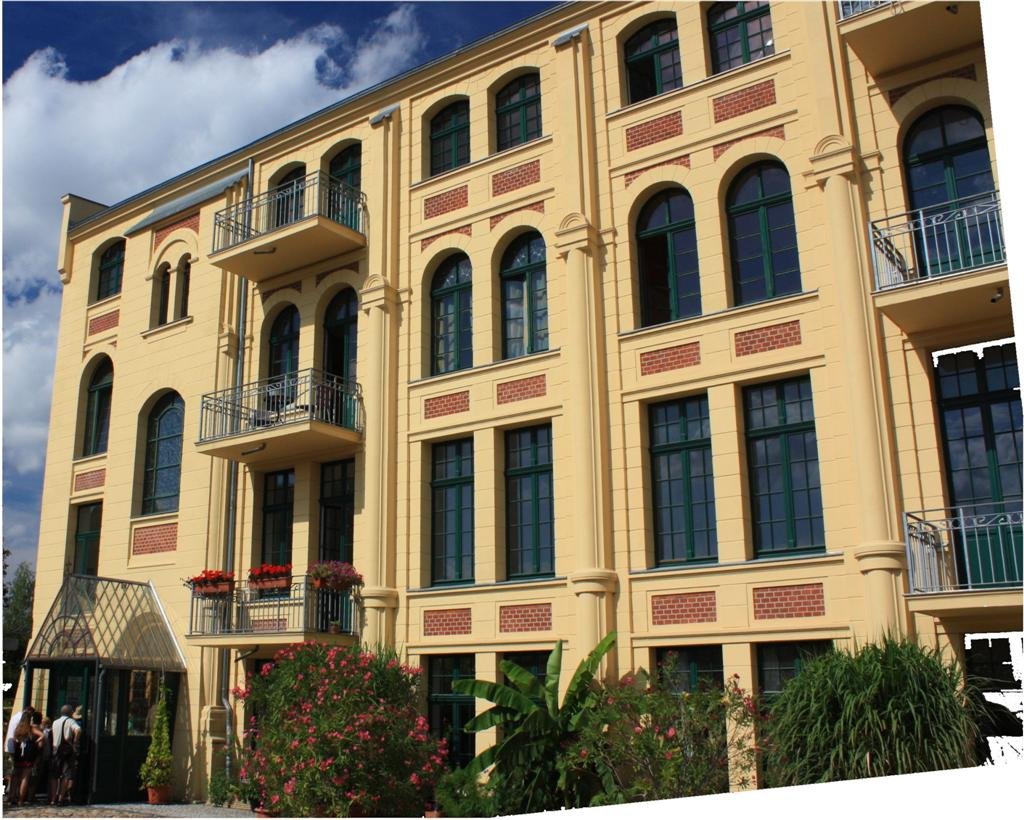
Umgebautes Fabrikgebäude, Gernröder Weg 3 (2011)

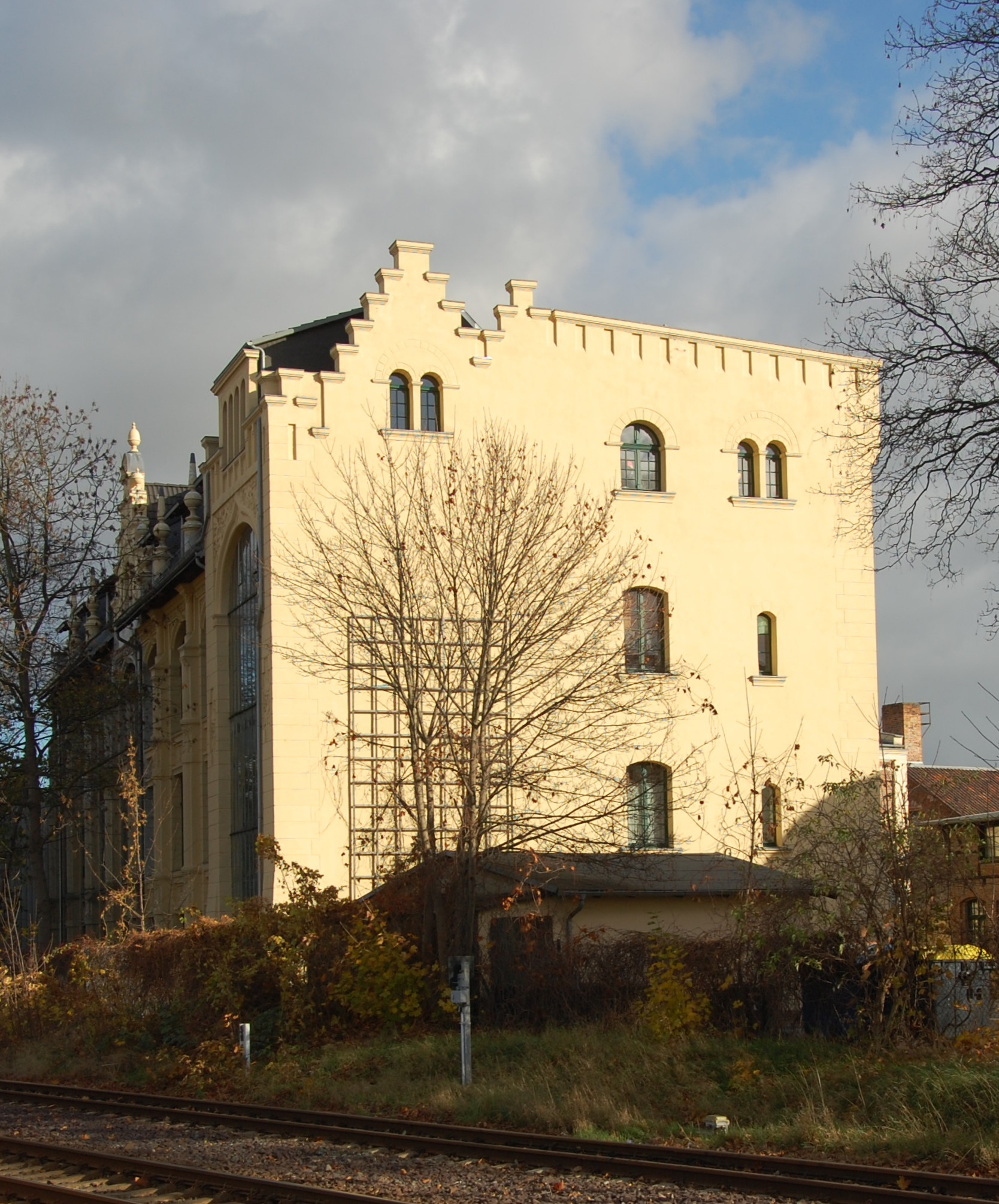
2013

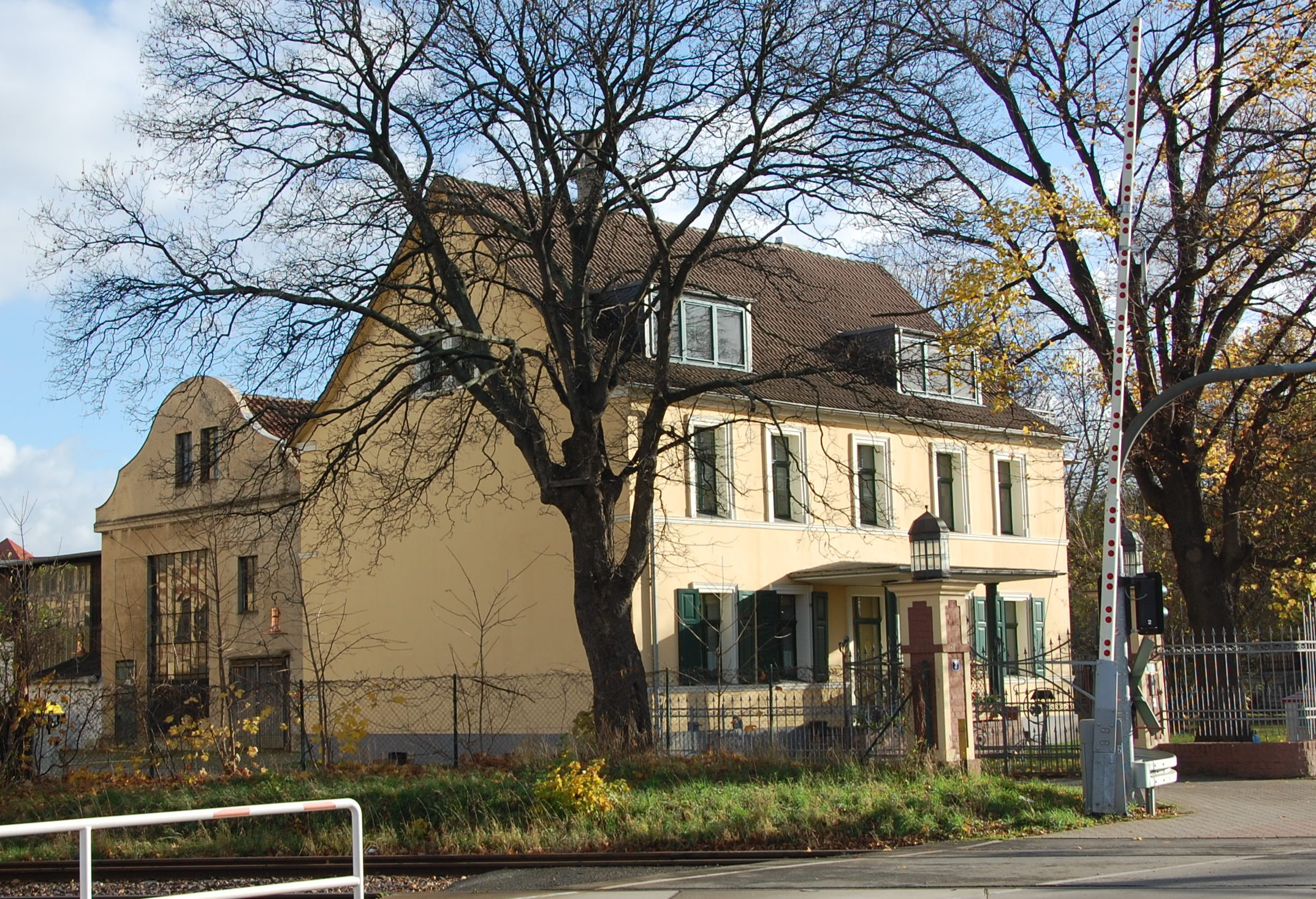
Wohnhaus, Gernröder Weg 3

Zunächst eröffnete Ferdinand Müller im Jahre 1876 am Stieg 12 in Quedlinburg eine Kunst- und Bauglaserei mit Bildereinrahmung. Dieser gliederte er 1879/80 eine Glasmalerei an. Aufgrund der Geschäftstüchtigkeit Müllers und der beständigen Nachfrage nach Glasmalereien für sakrale und profane Gebäude gelangte die Firma bald zu einem größeren regionalen, überregionalen und internationalen Bekanntheitsgrad. Ein zeitgenössischer Bericht zur Quedlinburger Industrie aus dem Jahre 1902 geht in verschiedenen Facetten auf die Werkstatt Müller ein. Zur wirtschaftlichen Entwicklung finden sich die folgenden Bemerkungen: „In den letzten drei Jahren lieferte die Firma Müller für 221 Kirchen gemalte oder buntverglaste, z. T. sehr wertvolle Fenster. Vom Auslande, besonders aus Russland und Norwegen, laufen stets zahlreiche Bestellungen ein. Im vorigen Jahre sind auch drei Fenster nach Ostafrika und zwei nach Samoa gesandt worden.“
Die internationalen Absatzgebiete erweiterten sich dabei fortlaufend. Um die Jahrhundertwende führte die Firma Ferd. Müller neben den bisher genannten Ländern noch zahlreiche Auftragsarbeiten für Schweden, Nordamerika, Südafrika, Palästina, Indien, Jordanien und Indonesien aus.
Dies erforderte eine Vergrößerung der Glasmalereianstalt. Müller verkaufte um 1900 sein Haus am Stieg 12 und zog in den Gernröder Weg 3 um. Auf dem neuen Gelände entstand nach den Plänen des Quedlinburger Architekten und Stadtbaumeisters Hans Baranke ein Werkstattkomplex mit Lagerhäusern und einem angegliederten Wohnhaus. Besonders markant ist der erhaltene, in den Jahren 1899/1900 vom Architekten Max Schneck erbaute Industriebau. Die Fassade wurde im Jugendstil mit gotisierenden Elementen ausgeführt. Sowohl die Treppenhäuser als auch die Windfänge wurden mit Glasgestaltungen versehen. Eindrucksvoll und in dieser Form einmalig ist das monumental gestaltete, von einer Reliefumrahmung umfasste Atelierfenster.
Das Werk bestand aus einer Kunstglaserei, der Glasschleiferei, dem Glaslager, einer Tischlerei und der Schlosserei. Zum Glaslager führt der Bericht des Pestalozzivereins aus: „In gewaltigen Lagerräumen reiht sich Fach an Fach neben- und übereinander. Jedes ist nummeriert und enthält bunte Glastafeln von etwa ¾ m Länge und ½ bis 1 m Breite. […] Etwa 1000 verschiedenartige Sorten und Farben sind in dem Lager vertreten, und wir müssen staunen über die gewaltigen Glasmengen, über die vielen Farben und Abstufungen, die heute einem leistungsfähigen Glasmaler zu Gebote stehen.“
Aufgrund des großen Glaslagers bezogen die Quedlinburger Bauglasereien und der ortsansässige Glasmalereibetrieb L. W. Schneemelcher preisgünstig ihr Glassortiment von Müller. Teilweise ließen die Bauglasereien auch von ihm Glasmalereien ausführen und setzten sie dann nur noch bei ihren Kunden ein. Für den Transport des Glases verfügte das Werk Müllers über einen eigenen Eisenbahnanschluss. Eine weitere Besonderheit war ein über drei Geschosse reichendes Atelierfenster, das zur Ausstellung von repräsentativen Glasgemälden wie auch zu deren Anfertigung diente. Sämtliche Skizzen, Entwürfe und Kartons wurden im Unternehmensarchiv alphabetisch geordnet und katalogisiert. Als Sammler und wissenschaftlich interessierter Fachmann besaß Müller eine umfangreiche Bibliothek, die er ständig durch Neuerscheinungen entsprechender Fachliteratur erweiterte. Zur Bibliothek gehörte auch ein Zeitungsarchiv und ein Archiv über bedeutende nationale und internationale Glaswerkstätten, deren Künstler und die von ihnen ausgeführten Aufträge. Um auf nationale, geografische und kulturelle Besonderheiten Rücksicht nehmen zu können, sammelte er in diesem Bereich alles, was für ihn von literarischer Bedeutung war. So verfügte er über ein umfangreiches Kartenmaterial, Informationen zu Sehenswürdigkeiten, Brauchtum und religiösen Besonderheiten.
Aus einer Festrede zum 25-jährigen Geschäftsjubiläum der Firma Ferd. Müller geht hervor, dass sie 1904 insgesamt 76 Angestellte besaß. Hierzu zählten z. T. akademisch ausgebildete Glasmaler und Zeichner sowie Glasschneider, Kunstglaser, Kartonzeichner, Verbleier, Tischler und Schlosser.
Im Jahre 1916 starb Ferdinand Müller. Die Glasmalereianstalt blieb im Besitz der Familie. Walther Müller, der Sohn Ferdinand Müllers, verkaufte das Unternehmen im Jahr 1965 an die Hochschule für industrielle Formgestaltung Halle Burg Giebichenstein in Halle (Saale). Man errichtete hier eine Außenstelle für Glasmalerei und bildete bis zum Jahr 1990 Studenten im Studiengang Glasgestaltung aus. Charles Crodel schuf von 1950 bis 1973 in Quedlinburg seine Farbglasfenster für Kirchen in Bernterode, Delitzsch, Erfurt, Halberstadt, Merseburg, Sangerhausen, Schmalkalden.
Seit dem Jahr 2000 wird das Werksgelände von der Eigentümergemeinschaft Gernröder Weg, den Nachfahren Ferdinand Müllers, verwaltet.

## Werke

Stifterfenster in Oberkirch-Gaisbach
Blindenheilung in St. Nikolai zu Quedlinburg
Bergpredigt in St. Bartholomäus zu Liebemühl
Martyrium des Hl. Adalbert Philadelphia
Wappenfenster im Rathaus Quedlinburg
Rathausfenster in Blomberg
Ornamentfenster im Gymnasium Leopoldinum, Detmold
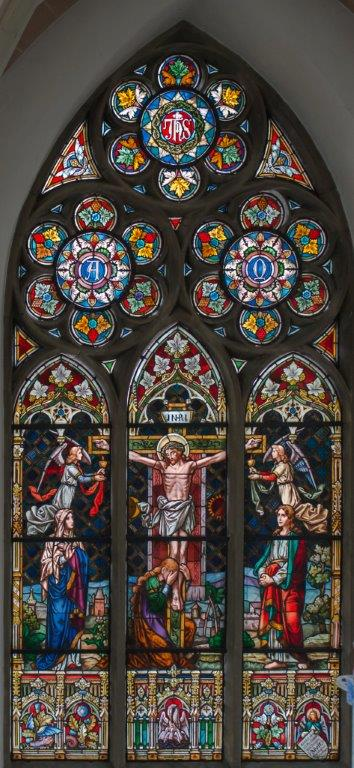
Chorfenster Martin-Luther-Kirche (Detmold)
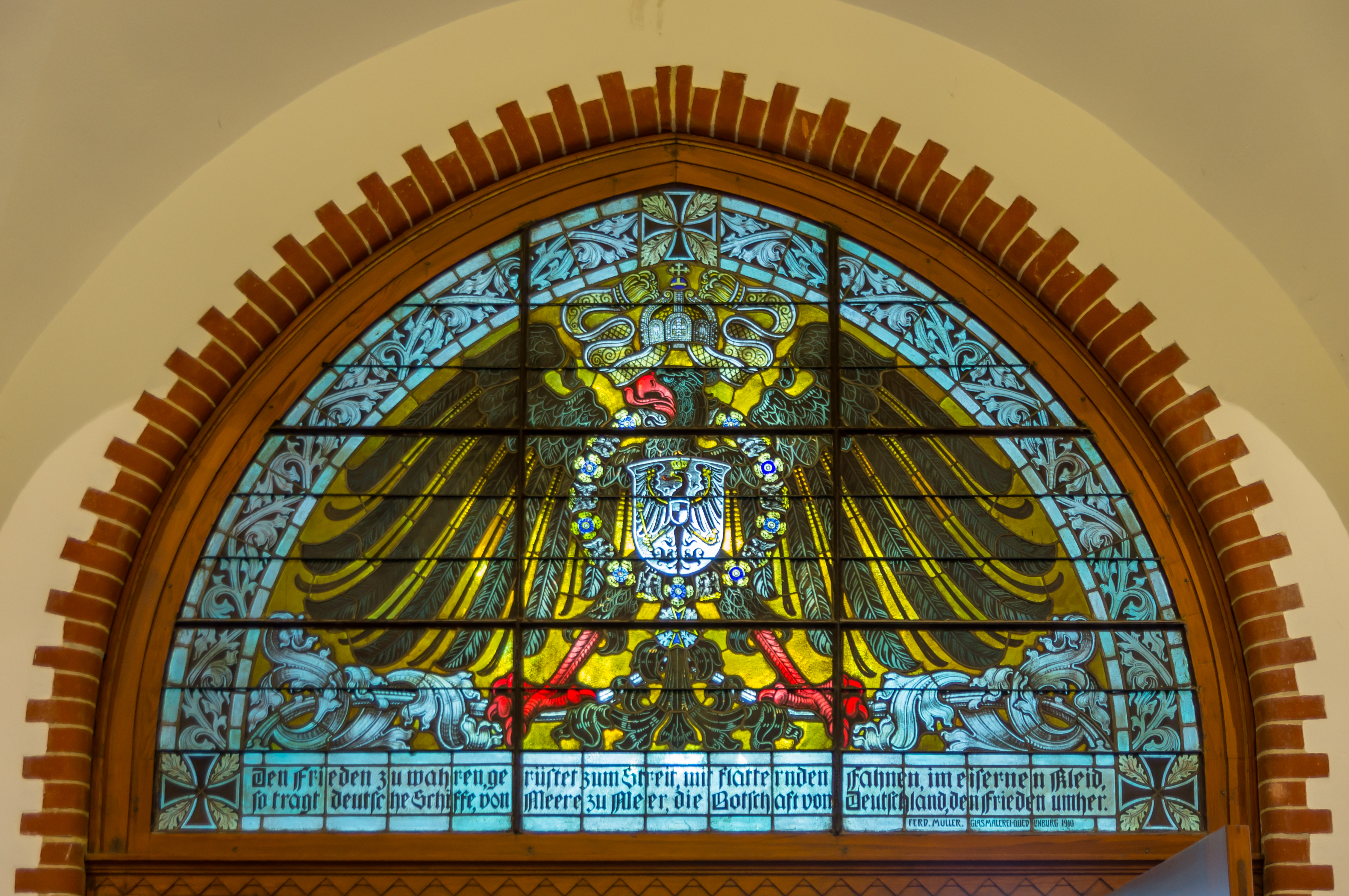
Wappenfenster Marineschule Mürwik (1910)
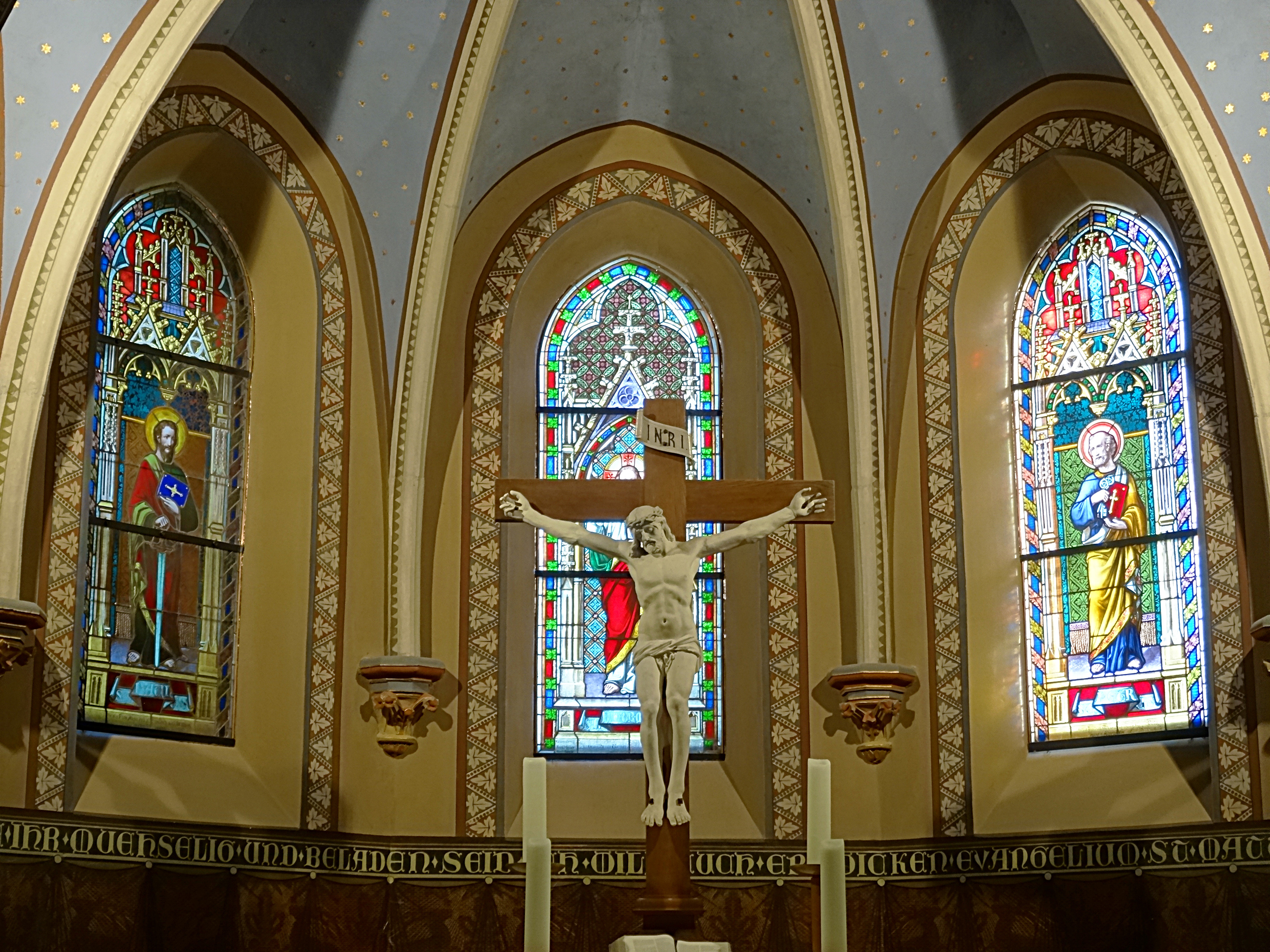
Buntglasfenster in St. Gertrud (Neugattersleben)

Weitere erhaltene Glasfenster befinden sich unter anderem in folgenden Gebäuden:
- St. Peter und Paul in Barleben
- Breslauer Dom
- Oberlandesgericht Celle
- Martin-Luther-Kirche in Detmold
- St. Petri in Förderstedt
- Pfarrkirche Maria Rosenkranzkönigin in Genthin
- St. Trinitatis in Gommern
- Dom zu Halberstadt
- St.-Stephani-Kirche in Helmstedt
- Friedenskirche in Hörstel (1901)
- St.-Marien-Kirche in Jarmen[8] (1912)
- Johanneskirche in Laggenbeck (1907)
- Dorfkirche Lüderitz
- St. Elisabeth in Mieste (ab 1958)
- Klosterkirche Oldenstadt (1909)
- Johanniskirche Quedlinburg[9]
- Pfarrkirche St. Laurentius in Schönberg (1911)
- Dorfkirche in Schönwalde (Altmark)
- Christuskirche (Steinheim) (1907)
- Stabkirche Stiege (1905)
- Herz-Jesu-Kirche in Thale
- Kapelle St. Pantaleon und St. Anna von Schloss Wernigerode
- Stadtkirche St. Crucis in Ziesar
- Martinskirche in Apolda (1926)
- Evangelische Kirche in Bad Buchau (1894)
- Hauptgebäude der Technischen Universität Clausthal (1922)
- Dreifaltigkeitskirche in Oldenburg-Osternburg

In der Protestations-Gedächtniskirche in Speyer war Müller eine von neun beteiligten Firmen. Er schuf die Glasfenster: Wappenfenster der Adligen vom Eichsfeld (Fenster Nr. 2 und Nr. 13) sowie vier Ornamentfenster mit Porträts in den Sakristeiräumen (Nr. 24, I und II, 30, I und II). Dabei verstand er es, auch renommierte süddeutsche Glasmaler zu übertreffen. „Glasmaler Müller aus Quedlinburg gibt folgendes zum besten: ‚Es ließe sich ja allerdings für solch ein Geld‘ (gemeint sind die ‚in Aussicht gestellten 10.000,- Mark für eine Rosette‘, für die eine ‚Münchner Glasmalerei vorgesehen‘ sei; d. Verf.) ‚schon etwas ganz horrendes liefern. Man kann aber auch schon für bedeutend billigeres Geld sehr schöne Sachen herstellen & erbiete ich mich gern, gratis eine farbige Zeichnung anzufertigen, ... glaube mit meinen Leistungen nicht (hinter) die Münchner zurücktreten zu müssen ... bezüglich der Bezahlung würde ich in jeder Art und Weise Ihnen entgegen kommen.‘“ (Magisterarbeit Beck, S. 66) Dabei war er sich seiner Lage durchaus bewusst: „Wohl sämtliche Glasmalereien Münchens sind streng katholisch & könnte es wohl auch im Interesse der Gemeinde sein, wenn Sie die Genugthuung hätten, daß der bessere Schmuck der Kirche auch einer evangelischen Anstalt entstammt.“ (Magisterarbeit Beck, S. 70).